# Àcid hexafluorosilícic
L'àcid hexafluorosilicic o àcid fluorosilícic és un compost inorgànic amb la fórmula H₂SiF₆. És un producte de la producció de fluorur d'hidrogen i la producció de fosfats fertilitzants. La majoria de l'àcid hexaflurosilícic es fa servir per a la producció del metall alumini. També és comú usar l'àcid hexaflurosilícic per la fluoridització de l'aigua.

## Química
Com altres compostos relacionats amb ell, l'àcid hexaflurosilícic no existeix com una espècie química discreta; és a dir, que no s'ha aïllat un material amb la fórmula H₂SiF₆. L'àcid hexaflurosilícic fa referència a una mescla en equilibri amb l'anió hexafluorosilicat (SiF₆2−) en una solució aquosa o altres solvents que continguin donants forts de protons

## Producció i reaccions principals
El fluorur d'hidrogen es produeix a partir de l'espat de fluor per tractament amb àcid sulfúric. Com a subproducte, aproximadament es produeix 50 kg de H₂SiF₆ per tona d'HF També es produeix. H₂SiF₆com subproducte de la producció d'àcid fosfòric a partir de l'apatita i la fluorapatita.
L'àcid hexafluorosilícic també es pot originar tractant el terafluorur de silici amb àcid hidrofluòric.

## Usos
La majoria de l'àcid hexaflurosilícic es converteix en fluorur d'alumini i criolita. Aquests materials són centrals per la conversió de la mena d'alumini a metall alumini. La conversió de trifluorur d'alumini es descriu com:
H₂SiF₆ + Al₂O₃ → 2 AlF₃ + SiO₂ + H₂O
L'àcid hexaflurosilícic es converteix a una gran varietat de sals útils hexafluorosilicades. La sals de potassi es fa servir en la producció de porcellanes, la de magnesi per endurir ciments i com insecticida, i la de bari per a fòsfors.
El H₂SiF₆ és un reactiu especialitzat en la síntesi orgànica per als enllaços Si-O dels èters silils.
L'àcid hexaflurosilícic i les seves sals es fan servir com conservants de la fusta.

## Seguretat
L'àcid hexaflurosilícic allibera fluorur d'hidrogen quan s'evapora, és corrosiu i pot causar enverinament per fluorur i edema pulmonar. Ataca el vidre i el gres.
El valor de LD50 per a l'àcid hexaflurosilícic és de 70 mg/kg.